# Primeira Divisão de 1971–72
A Primeira Divisão de 1971-72 foi a 38.ª edição do Campeonato Português de Futebol.
Esta temporada, representou 16 clubes no campeonato.
Foi o Benfica que ganhou o campeonato. É o décimo nono título do clube de sua história.

## Os 16 clubes participantes

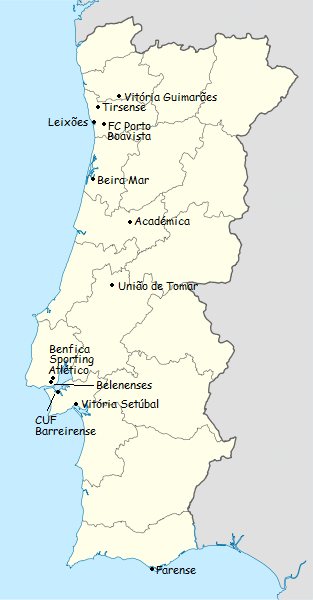
os 16 clubes participantes

| Equipa            | Participações    | Cidade      | No campeonato desde | Época 1970/1971 |
| ----------------- | ---------------- | ----------- | ------------------- | --------------- |
| Benfica           | 38 participações | Lisboa      | 1934/1935           | 1°              |
| Sporting          | 38 participações | Lisboa      | 1934/1935           | 2°              |
| FC Porto          | 38 participações | Porto       | 1934/1935           | 3°              |
| Belenenses        | 38 participações | Lisboa      | 1934/1935           | 7°              |
| Académica         | 37 participações | Coimbra     | 1949/1950           | 5°              |
| Vitória Setúbal   | 30 participações | Setúbal     | 1962/1963           | 4°              |
| Vitória Guimarães | 28 participações | Guimarães   | 1958/1959           | 12°             |
| Barreirense       | 21 participações | Barreiro    | 1969/1970           | 10°             |
| Atlético          | 20 participações | Lisboa      | 1971/1972           | segunda divisão |
| CUF               | 19 participações | Barreiro    | 1954/1955           | 8°              |
| Boavista          | 15 participações | Porto       | 1969/1970           | 6°              |
| Leixões           | 15 participações | Matosinhos  | 1959/1960           | 13°             |
| Beira Mar         | 4 participações  | Aveiro      | 1971/1972           | segunda divisão |
| Tirsense          | 3 participações  | Santo Tirso | 1970/1971           | 9°              |
| União de Tomar    | 3 participações  | Tomar       | 1971/1972           | segunda divisão |
| Farense           | 2 participações  | Faro        | 1970/1971           | 11°             |

## Classificações
| Pos | Equipa            | J  | V  | E  | D  | GM | GS | Diff | Pts |
| --- | ----------------- | -- | -- | -- | -- | -- | -- | ---- | --- |
| 1   | Benfica           | 30 | 26 | 3  | 1  | 81 | 16 | +65  | 55  |
| 2   | Vitória Setúbal   | 30 | 17 | 11 | 2  | 62 | 16 | +46  | 45  |
| 3   | Sporting          | 30 | 17 | 9  | 4  | 51 | 26 | +25  | 43  |
| 4   | CUF               | 30 | 12 | 13 | 5  | 43 | 28 | +15  | 37  |
| 5   | FC Porto          | 30 | 13 | 7  | 10 | 51 | 32 | +19  | 33  |
| 6   | Vitória Guimarães | 30 | 11 | 8  | 11 | 49 | 47 | +2   | 30  |
| 7   | Belenenses        | 30 | 11 | 7  | 12 | 35 | 33 | +2   | 29  |
| 8   | Barreirense       | 30 | 11 | 5  | 14 | 34 | 46 | -12  | 27  |
| 9   | Farense           | 30 | 9  | 7  | 14 | 34 | 48 | -14  | 25  |
| 10  | Atlético          | 30 | 8  | 9  | 13 | 35 | 52 | -17  | 25  |
| 11  | Boavista          | 30 | 7  | 10 | 13 | 28 | 46 | -18  | 24  |
| 12  | União de Tomar    | 30 | 9  | 5  | 16 | 25 | 42 | -17  | 23  |
| 13  | Beira Mar         | 30 | 7  | 9  | 14 | 29 | 51 | -22  | 23  |
| 14  | Leixões           | 30 | 7  | 7  | 16 | 26 | 51 | -25  | 21  |
| 15  | Académica         | 30 | 7  | 7  | 16 | 29 | 38 | -9   | 21  |
| 16  | Tirsense          | 30 | 6  | 7  | 17 | 26 | 66 | -40  | 19  |

## Líder por jornada
| Jornadas | Jornadas | Jornadas | Jornadas | Jornadas | Jornadas | Jornadas | Jornadas | Jornadas | Jornadas | Jornadas | Jornadas | Jornadas | Jornadas | Jornadas | Jornadas | Jornadas | Jornadas | Jornadas | Jornadas | Jornadas | Jornadas | Jornadas | Jornadas | Jornadas | Jornadas | Jornadas | Jornadas | Jornadas | Jornadas |
| -------- | -------- | -------- | -------- | -------- | -------- | -------- | -------- | -------- | -------- | -------- | -------- | -------- | -------- | -------- | -------- | -------- | -------- | -------- | -------- | -------- | -------- | -------- | -------- | -------- | -------- | -------- | -------- | -------- | -------- |
| 1        | 2        | 3        | 4        | 5        | 6        | 7        | 8        | 9        | 10       | 11       | 12       | 13       | 14       | 15       | 16       | 17       | 18       | 19       | 20       | 21       | 22       | 23       | 24       | 25       | 26       | 27       | 28       | 29       | 30       |
| CUF      | VS       | Sporting | Sporting | Sporting | Sporting | Benfica  | Benfica  | Benfica  | Benfica  | Benfica  | Benfica  | Benfica  | Benfica  | Benfica  | Benfica  | Benfica  | Benfica  | Benfica  | Benfica  | Benfica  | Benfica  | Benfica  | Benfica  | Benfica  | Benfica  | Benfica  | Benfica  | Benfica  | Benfica  |

## Calendário
|                   | BF  | VS  | SP  | CUF | PT  | VG  | BL  | BR  | FR  | AT  | BV  | UT  | BM  | LX  | AC  | TR  |
| Benfica           |     | 0-0 | 2-1 | 1-1 | 1-0 | 3-0 | 1-0 | 5-1 | 2-0 | 5-1 | 2-0 | 3-0 | 2-1 | 6-0 | 3-1 | 7-0 |
| Vitória Setúbal   | 1-3 |     | 0-0 | 0-1 | 2-0 | 1-0 | 1-1 | 4-0 | 4-0 | 3-0 | 5-1 | 5-0 | 4-0 | 4-0 | 1-0 | 6-0 |
| Sporting          | 0-3 | 0-0 |     | 3-0 | 2-1 | 3-0 | 2-1 | 3-0 | 2-0 | 2-0 | 4-1 | 2-0 | 0-1 | 2-2 | 1-0 | 3-2 |
| CUF               | 0-2 | 2-2 | 0-0 |     | 1-0 | 5-3 | 0-1 | 1-1 | 2-1 | 1-1 | 2-0 | 2-1 | 5-1 | 4-0 | 2-2 | 4-0 |
| FC Porto          | 1-3 | 0-1 | 0-0 | 1-0 |     | 1-2 | 3-2 | 1-1 | 2-0 | 1-3 | 6-0 | 1-1 | 1-0 | 2-0 | 2-3 | 6-0 |
| Vitória Guimarães | 1-3 | 1-1 | 1-2 | 0-0 | 0-4 |     | 1-1 | 2-0 | 5-1 | 1-1 | 2-1 | 2-0 | 5-1 | 3-2 | 0-0 | 7-1 |
| Belenenses        | 0-1 | 0-0 | 2-1 | 1-1 | 3-2 | 0-1 |     | 1-2 | 2-1 | 3-1 | 4-1 | 2-0 | 0-0 | 0-1 | 0-1 | 1-0 |
| Barreirense       | 1-0 | 1-1 | 1-2 | 0-2 | 1-1 | 2-2 | 1-2 |     | 3-1 | 2-1 | 0-1 | 0-3 | 4-0 | 4-0 | 1-0 | 2-1 |
| Farense           | 2-5 | 0-2 | 1-1 | 2-2 | 0-0 | 1-0 | 3-1 | 1-0 |     | 3-1 | 1-1 | 1-0 | 2-0 | 4-3 | 4-2 | 2-0 |
| Atlético          | 1-5 | 2-2 | 0-0 | 0-1 | 1-1 | 2-2 | 1-1 | 1-0 | 3-2 |     | 1-1 | 2-0 | 2-3 | 2-0 | 1-1 | 2-1 |
| Boavista          | 2-2 | 1-1 | 1-1 | 2-0 | 1-2 | 0-1 | 2-0 | 1-2 | 1-0 | 2-1 |     | 2-0 | 0-0 | 1-3 | 2-0 | 1-1 |
| União de Tomar    | 0-1 | 0-3 | 0-2 | 1-1 | 0-2 | 3-2 | 0-0 | 4-1 | 0-0 | 3-1 | 0-0 |     | 2-0 | 1-0 | 2-1 | 2-0 |
| Beira Mar         | 1-3 | 2-2 | 0-1 | 1-1 | 1-5 | 2-1 | 1-3 | 1-2 | 1-1 | 5-0 | 1-1 | 2-1 |     | 0-0 | 1-0 | 0-0 |
| Leixões           | 0-1 | 1-3 | 1-3 | 0-0 | 0-1 | 1-1 | 1-3 | 2-0 | 1-0 | 0-1 | 0-0 | 0-1 | 2-1 |     | 1-0 | 1-1 |
| Académica         | 0-3 | 0-2 | 3-3 | 0-1 | 0-1 | 4-1 | 2-0 | 2-0 | 0-0 | 0-2 | 3-1 | 3-0 | 0-1 | 0-0 |     | 1-1 |
| Tirsense          | 0-3 | 0-1 | 3-5 | 1-1 | 3-3 | 1-2 | 1-0 | 0-1 | 2-0 | 1-0 | 1-0 | 1-0 | 1-1 | 2-4 | 1-0 |     |

## Melhores Marcadores
| #   | Jogador     | Clube   | Golos |
| 1   | Artur Jorge | Benfica | 27    |
| ... | ...         | ...     | ...   |

## Promoções e despromoções 1972/1973
Despromovidos a Campeonato de Portugal de segunda divisão 1972/1973
- Académica
- Tirsense

Promovidos a Campeonato de Portugal de primeira divisão 1972/1973
- Montijo
- União Coimbra

## Campeão
| Campeonato de Portugal de primeira divisão 1971/1972 |
| ---------------------------------------------------- |
| Benfica 19º Título                                   |